# Comisariado del Pueblo de Seguridad del Estado de la URSS
El Comisariado del Pueblo para la Seguridad del Estado o NKGB (en ruso: Народный комиссариат государственной безопасности) era el nombre de la policía secreta soviética y de los servicios de inteligencia y contrainteligencia que existió desde el 3 de febrero de 1941 hasta el 20 de julio de 1941, y nuevamente en 1943, antes de ser reestructurado como Ministerio de Seguridad del Estado (MGB).

## Administración separada
Los cambios en el aparato soviético comenzaron en febrero de 1941 por la decisión del Presídium del Sóviet Supremo. Comenzó con la contrainteligencia militar. El 3 de febrero de 1941, el Cuarto Departamento (Sección Especial, OO) del GUGB dentro del servicio de seguridad NKVD, responsable de la contrainteligencia militar del Ejército Rojo, que constaba de 12 secciones y una unidad de investigación, se separó del GUGB. La liquidación oficial del OO del GUGB, y del GUGB como unidades organizadas dentro del NKVD fue anunciada el 12 de febrero de 1941 mediante una orden conjunta N.º 00151/003 del NKVD y del NKGB de la URSS.
El resto del GUGB fue abolido y el personal fue trasladado al recientemente creado "Comisariado del Pueblo para la Seguridad del Estado" (NKGB). Los departamentos del antiguo GUGB pasaron a denominarse directorios. Por ejemplo, el antiguo Departamento de Relaciones Exteriores (INO) se convirtió en el Directorio de Relaciones Exteriores (INU); la policía política representada por el Departamento Político Secreto (SPO) se convirtió en la Directorio Político Secreto (SPU), y así sucesivamente.

## Tareas del NKGB
Basadas en el NKVD y la directiva número 782/B265M del NKGB, a partir del 1 de marzo de 1941, las tareas del NKGB fueron las siguientes:
- Realización de actividades de inteligencia en el extranjero
- Lucha contra el espionaje (en los dos frentes de contraataque y ofensivo)
- Lucha contra los actos de sabotaje y terrorismo organizados por los Servicios Especiales extranjeros en el territorio de la URSS
- Penetración y liquidación de los partidos antisoviéticos y organizaciones contrarrevolucionarias
- Supervisión de la ideología en la sociedad soviética
- Protección de los altos funcionarios del partido y del gobierno.

## Organización de febrero de 1941
El primer jefe del NKGB fue Vsévolod Merkúlov que se convirtió en 'Comisario del Pueblo de Seguridad del Estado'. Su primer vicecomisario fue Iván Serov, un antiguo comisario de tercer rango de la Seguridad del Estado, y dos adjuntos, Bogdan Kobúlov y Mijáil Gribov.
|                                                               |                                                               |                                                               |                                                               |                                                               |                                                               |  |  | Comisario del Pueblo de Seguridad del Estado Vsévolod Merkúlov |                                  |                                  |                                  |                                  |                                  |  |  |                                                                   |                                                                   |                                                                   |                                                                   |                                                                   |                                                                   |  |  |  |  |  |  |  |  |  |  |  |  |  |  |
|                                                               |                                                               |                                                               |                                                               |                                                               |                                                               |  |  |                                                                |                                  |                                  |                                  |                                  |                                  |  |  |                                                                   |                                                                   |                                                                   |                                                                   |                                                                   |                                                                   |  |  |  |  |  |  |  |  |  |  |  |  |  |  |
|                                                               |                                                               |                                                               |                                                               |                                                               |                                                               |  |  |                                                                |                                  |                                  |                                  |                                  |                                  |  |  |                                                                   |                                                                   |                                                                   |                                                                   |                                                                   |                                                                   |  |  |  |  |  |  |  |  |  |  |  |  |  |  |
| Primer vicecomisario: Iván Serov                              | Primer vicecomisario: Iván Serov                              | Primer vicecomisario: Iván Serov                              | Primer vicecomisario: Iván Serov                              | Primer vicecomisario: Iván Serov                              | Primer vicecomisario: Iván Serov                              |  |  |                                                                |                                  |                                  |                                  |                                  |                                  |  |  | Adjunto: Bogdan Kobúlov                                           | Adjunto: Bogdan Kobúlov                                           | Adjunto: Bogdan Kobúlov                                           | Adjunto: Bogdan Kobúlov                                           | Adjunto: Bogdan Kobúlov                                           | Adjunto: Bogdan Kobúlov                                           |  |  |  |  |  |  |  |  |  |  |  |  |  |  |
| Primer vicecomisario: Iván Serov                              | Primer vicecomisario: Iván Serov                              | Primer vicecomisario: Iván Serov                              | Primer vicecomisario: Iván Serov                              | Primer vicecomisario: Iván Serov                              | Primer vicecomisario: Iván Serov                              |  |  |                                                                |                                  |                                  |                                  |                                  |                                  |  |  | Adjunto: Bogdan Kobúlov                                           | Adjunto: Bogdan Kobúlov                                           | Adjunto: Bogdan Kobúlov                                           | Adjunto: Bogdan Kobúlov                                           | Adjunto: Bogdan Kobúlov                                           | Adjunto: Bogdan Kobúlov                                           |  |  |  |  |  |  |  |  |  |  |  |  |  |  |
|                                                               |                                                               |                                                               |                                                               |                                                               |                                                               |  |  | Secciones del NKGB: V. Golovanov                               | Secciones del NKGB: V. Golovanov | Secciones del NKGB: V. Golovanov | Secciones del NKGB: V. Golovanov | Secciones del NKGB: V. Golovanov | Secciones del NKGB: V. Golovanov |  |  | Adjunto: Mijáil Gribov                                            | Adjunto: Mijáil Gribov                                            | Adjunto: Mijáil Gribov                                            | Adjunto: Mijáil Gribov                                            | Adjunto: Mijáil Gribov                                            | Adjunto: Mijáil Gribov                                            |  |  |  |  |  |  |  |  |  |  |  |  |  |  |
|                                                               |                                                               |                                                               |                                                               |                                                               |                                                               |  |  | Secciones del NKGB: V. Golovanov                               | Secciones del NKGB: V. Golovanov | Secciones del NKGB: V. Golovanov | Secciones del NKGB: V. Golovanov | Secciones del NKGB: V. Golovanov | Secciones del NKGB: V. Golovanov |  |  | Adjunto: Mijáil Gribov                                            | Adjunto: Mijáil Gribov                                            | Adjunto: Mijáil Gribov                                            | Adjunto: Mijáil Gribov                                            | Adjunto: Mijáil Gribov                                            | Adjunto: Mijáil Gribov                                            |  |  |  |  |  |  |  |  |  |  |  |  |  |  |
| Primer Directorio (Inteligencia extranjera – INU) Pavel Fitin | Primer Directorio (Inteligencia extranjera – INU) Pavel Fitin | Primer Directorio (Inteligencia extranjera – INU) Pavel Fitin | Primer Directorio (Inteligencia extranjera – INU) Pavel Fitin | Primer Directorio (Inteligencia extranjera – INU) Pavel Fitin | Primer Directorio (Inteligencia extranjera – INU) Pavel Fitin |  |  |                                                                |                                  |                                  |                                  |                                  |                                  |  |  | Departamento Uno (Protección del gobierno) Nikolái Vlasik         | Departamento Uno (Protección del gobierno) Nikolái Vlasik         | Departamento Uno (Protección del gobierno) Nikolái Vlasik         | Departamento Uno (Protección del gobierno) Nikolái Vlasik         | Departamento Uno (Protección del gobierno) Nikolái Vlasik         | Departamento Uno (Protección del gobierno) Nikolái Vlasik         |  |  |  |  |  |  |  |  |  |  |  |  |  |  |
| Primer Directorio (Inteligencia extranjera – INU) Pavel Fitin | Primer Directorio (Inteligencia extranjera – INU) Pavel Fitin | Primer Directorio (Inteligencia extranjera – INU) Pavel Fitin | Primer Directorio (Inteligencia extranjera – INU) Pavel Fitin | Primer Directorio (Inteligencia extranjera – INU) Pavel Fitin | Primer Directorio (Inteligencia extranjera – INU) Pavel Fitin |  |  |                                                                |                                  |                                  |                                  |                                  |                                  |  |  | Departamento Uno (Protección del gobierno) Nikolái Vlasik         | Departamento Uno (Protección del gobierno) Nikolái Vlasik         | Departamento Uno (Protección del gobierno) Nikolái Vlasik         | Departamento Uno (Protección del gobierno) Nikolái Vlasik         | Departamento Uno (Protección del gobierno) Nikolái Vlasik         | Departamento Uno (Protección del gobierno) Nikolái Vlasik         |  |  |  |  |  |  |  |  |  |  |  |  |  |  |
|                                                               |                                                               |                                                               |                                                               |                                                               |                                                               |  |  |                                                                |                                  |                                  |                                  |                                  |                                  |  |  |                                                                   |                                                                   |                                                                   |                                                                   |                                                                   |                                                                   |  |  |  |  |  |  |  |  |  |  |  |  |  |  |
| Segundo Directorio (Contraespionaje – KRU) Pyotr Fedotov      | Segundo Directorio (Contraespionaje – KRU) Pyotr Fedotov      | Segundo Directorio (Contraespionaje – KRU) Pyotr Fedotov      | Segundo Directorio (Contraespionaje – KRU) Pyotr Fedotov      | Segundo Directorio (Contraespionaje – KRU) Pyotr Fedotov      | Segundo Directorio (Contraespionaje – KRU) Pyotr Fedotov      |  |  |                                                                |                                  |                                  |                                  |                                  |                                  |  |  | Departamento Dos (Estadísticas y archivos – USO) Leonid Bashtakov | Departamento Dos (Estadísticas y archivos – USO) Leonid Bashtakov | Departamento Dos (Estadísticas y archivos – USO) Leonid Bashtakov | Departamento Dos (Estadísticas y archivos – USO) Leonid Bashtakov | Departamento Dos (Estadísticas y archivos – USO) Leonid Bashtakov | Departamento Dos (Estadísticas y archivos – USO) Leonid Bashtakov |  |  |  |  |  |  |  |  |  |  |  |  |  |  |
| Segundo Directorio (Contraespionaje – KRU) Pyotr Fedotov      | Segundo Directorio (Contraespionaje – KRU) Pyotr Fedotov      | Segundo Directorio (Contraespionaje – KRU) Pyotr Fedotov      | Segundo Directorio (Contraespionaje – KRU) Pyotr Fedotov      | Segundo Directorio (Contraespionaje – KRU) Pyotr Fedotov      | Segundo Directorio (Contraespionaje – KRU) Pyotr Fedotov      |  |  |                                                                |                                  |                                  |                                  |                                  |                                  |  |  | Departamento Dos (Estadísticas y archivos – USO) Leonid Bashtakov | Departamento Dos (Estadísticas y archivos – USO) Leonid Bashtakov | Departamento Dos (Estadísticas y archivos – USO) Leonid Bashtakov | Departamento Dos (Estadísticas y archivos – USO) Leonid Bashtakov | Departamento Dos (Estadísticas y archivos – USO) Leonid Bashtakov | Departamento Dos (Estadísticas y archivos – USO) Leonid Bashtakov |  |  |  |  |  |  |  |  |  |  |  |  |  |  |
|                                                               |                                                               |                                                               |                                                               |                                                               |                                                               |  |  |                                                                |                                  |                                  |                                  |                                  |                                  |  |  |                                                                   |                                                                   |                                                                   |                                                                   |                                                                   |                                                                   |  |  |  |  |  |  |  |  |  |  |  |  |  |  |
| Tercer Directorio (Política secreta – SPU) Solomon Milshtein  | Tercer Directorio (Política secreta – SPU) Solomon Milshtein  | Tercer Directorio (Política secreta – SPU) Solomon Milshtein  | Tercer Directorio (Política secreta – SPU) Solomon Milshtein  | Tercer Directorio (Política secreta – SPU) Solomon Milshtein  | Tercer Directorio (Política secreta – SPU) Solomon Milshtein  |  |  |                                                                |                                  |                                  |                                  |                                  |                                  |  |  | Departamento Tres (Operativo) Dmitri Shadrin                      | Departamento Tres (Operativo) Dmitri Shadrin                      | Departamento Tres (Operativo) Dmitri Shadrin                      | Departamento Tres (Operativo) Dmitri Shadrin                      | Departamento Tres (Operativo) Dmitri Shadrin                      | Departamento Tres (Operativo) Dmitri Shadrin                      |  |  |  |  |  |  |  |  |  |  |  |  |  |  |
| Tercer Directorio (Política secreta – SPU) Solomon Milshtein  | Tercer Directorio (Política secreta – SPU) Solomon Milshtein  | Tercer Directorio (Política secreta – SPU) Solomon Milshtein  | Tercer Directorio (Política secreta – SPU) Solomon Milshtein  | Tercer Directorio (Política secreta – SPU) Solomon Milshtein  | Tercer Directorio (Política secreta – SPU) Solomon Milshtein  |  |  |                                                                |                                  |                                  |                                  |                                  |                                  |  |  | Departamento Tres (Operativo) Dmitri Shadrin                      | Departamento Tres (Operativo) Dmitri Shadrin                      | Departamento Tres (Operativo) Dmitri Shadrin                      | Departamento Tres (Operativo) Dmitri Shadrin                      | Departamento Tres (Operativo) Dmitri Shadrin                      | Departamento Tres (Operativo) Dmitri Shadrin                      |  |  |  |  |  |  |  |  |  |  |  |  |  |  |
|                                                               |                                                               |                                                               |                                                               |                                                               |                                                               |  |  |                                                                |                                  |                                  |                                  |                                  |                                  |  |  |                                                                   |                                                                   |                                                                   |                                                                   |                                                                   |                                                                   |  |  |  |  |  |  |  |  |  |  |  |  |  |  |
| Servicio de Investigaciones Lev Vlodymyrsky                   | Servicio de Investigaciones Lev Vlodymyrsky                   | Servicio de Investigaciones Lev Vlodymyrsky                   | Servicio de Investigaciones Lev Vlodymyrsky                   | Servicio de Investigaciones Lev Vlodymyrsky                   | Servicio de Investigaciones Lev Vlodymyrsky                   |  |  |                                                                |                                  |                                  |                                  |                                  |                                  |  |  | Departamento Cuatro (Técnico y Operacional) Evgeny Lapishin       | Departamento Cuatro (Técnico y Operacional) Evgeny Lapishin       | Departamento Cuatro (Técnico y Operacional) Evgeny Lapishin       | Departamento Cuatro (Técnico y Operacional) Evgeny Lapishin       | Departamento Cuatro (Técnico y Operacional) Evgeny Lapishin       | Departamento Cuatro (Técnico y Operacional) Evgeny Lapishin       |  |  |  |  |  |  |  |  |  |  |  |  |  |  |
| Servicio de Investigaciones Lev Vlodymyrsky                   | Servicio de Investigaciones Lev Vlodymyrsky                   | Servicio de Investigaciones Lev Vlodymyrsky                   | Servicio de Investigaciones Lev Vlodymyrsky                   | Servicio de Investigaciones Lev Vlodymyrsky                   | Servicio de Investigaciones Lev Vlodymyrsky                   |  |  |                                                                |                                  |                                  |                                  |                                  |                                  |  |  | Departamento Cuatro (Técnico y Operacional) Evgeny Lapishin       | Departamento Cuatro (Técnico y Operacional) Evgeny Lapishin       | Departamento Cuatro (Técnico y Operacional) Evgeny Lapishin       | Departamento Cuatro (Técnico y Operacional) Evgeny Lapishin       | Departamento Cuatro (Técnico y Operacional) Evgeny Lapishin       | Departamento Cuatro (Técnico y Operacional) Evgeny Lapishin       |  |  |  |  |  |  |  |  |  |  |  |  |  |  |
|                                                               |                                                               |                                                               |                                                               |                                                               |                                                               |  |  |                                                                |                                  |                                  |                                  |                                  |                                  |  |  |                                                                   |                                                                   |                                                                   |                                                                   |                                                                   |                                                                   |  |  |  |  |  |  |  |  |  |  |  |  |  |  |
| Directorio del Comandante del Kremlin Nikolái Spyrydonov      | Directorio del Comandante del Kremlin Nikolái Spyrydonov      | Directorio del Comandante del Kremlin Nikolái Spyrydonov      | Directorio del Comandante del Kremlin Nikolái Spyrydonov      | Directorio del Comandante del Kremlin Nikolái Spyrydonov      | Directorio del Comandante del Kremlin Nikolái Spyrydonov      |  |  |                                                                |                                  |                                  |                                  |                                  |                                  |  |  | Departamento Cinco (Códificación y cifrados)                      | Departamento Cinco (Códificación y cifrados)                      | Departamento Cinco (Códificación y cifrados)                      | Departamento Cinco (Códificación y cifrados)                      | Departamento Cinco (Códificación y cifrados)                      | Departamento Cinco (Códificación y cifrados)                      |  |  |  |  |  |  |  |  |  |  |  |  |  |  |
| Directorio del Comandante del Kremlin Nikolái Spyrydonov      | Directorio del Comandante del Kremlin Nikolái Spyrydonov      | Directorio del Comandante del Kremlin Nikolái Spyrydonov      | Directorio del Comandante del Kremlin Nikolái Spyrydonov      | Directorio del Comandante del Kremlin Nikolái Spyrydonov      | Directorio del Comandante del Kremlin Nikolái Spyrydonov      |  |  |                                                                |                                  |                                  |                                  |                                  |                                  |  |  | Departamento Cinco (Códificación y cifrados)                      | Departamento Cinco (Códificación y cifrados)                      | Departamento Cinco (Códificación y cifrados)                      | Departamento Cinco (Códificación y cifrados)                      | Departamento Cinco (Códificación y cifrados)                      | Departamento Cinco (Códificación y cifrados)                      |  |  |  |  |  |  |  |  |  |  |  |  |  |  |
|                                                               |                                                               |                                                               |                                                               |                                                               |                                                               |  |  |                                                                |                                  |                                  |                                  |                                  |                                  |  |  |                                                                   |                                                                   |                                                                   |                                                                   |                                                                   |                                                                   |  |  |  |  |  |  |  |  |  |  |  |  |  |  |
|                                                               |                                                               |                                                               |                                                               |                                                               |                                                               |  |  |                                                                |                                  |                                  |                                  |                                  |                                  |  |  | Departamento de Personal Mijáil Gribov                            |                                                                   |                                                                   |                                                                   |                                                                   |                                                                   |  |  |  |  |  |  |  |  |  |  |  |  |  |  |
|                                                               |                                                               |                                                               |                                                               |                                                               |                                                               |  |  |                                                                |                                  |                                  |                                  |                                  |                                  |  |  |                                                                   |                                                                   |                                                                   |                                                                   |                                                                   |                                                                   |  |  |  |  |  |  |  |  |  |  |  |  |  |  |
|                                                               |                                                               |                                                               |                                                               |                                                               |                                                               |  |  |                                                                |                                  |                                  |                                  |                                  |                                  |  |  |                                                                   |                                                                   |                                                                   |                                                                   |                                                                   |                                                                   |  |  |  |  |  |  |  |  |  |  |  |  |  |  |
|                                                               |                                                               |                                                               |                                                               |                                                               |                                                               |  |  |                                                                |                                  |                                  |                                  |                                  |                                  |  |  | Departamento de Administración Economía y finanzas (AChFO)        |                                                                   |                                                                   |                                                                   |                                                                   |                                                                   |  |  |  |  |  |  |  |  |  |  |  |  |  |  |
|                                                               |                                                               |                                                               |                                                               |                                                               |                                                               |  |  |                                                                |                                  |                                  |                                  |                                  |                                  |  |  |                                                                   |                                                                   |                                                                   |                                                                   |                                                                   |                                                                   |  |  |  |  |  |  |  |  |  |  |  |  |  |  |

## Cambios 1941-1943
Las organizaciones de seguridad soviéticas se fusionaron en julio de 1941, después de la invasión alemana, y los directorios del NKGB volvieron al NKVD como unidades separadas. Durante los cambios de 1943, NKGB se volvió a crear como Comisariado independiente.
Estos cambios organizativos nunca llegaron a explicarse. Según el historiador John Dziak, pueden haber tenido algo que ver con las ocupaciones soviéticas de Letonia, Lituania, Estonia, el este de Polonia y parte de Rumanía (Besarabia y norte de Bucovina). Además, el número de detenciones, deportaciones, ejecuciones y establecimientos de gulags había aumentado rápidamente, lo que requería una reorganización de las estructuras y un aumento de mano de obra en la administración de la seguridad. Otras razones que declara Dziak son: el impacto causado por la agresión alemana y el rápido avance de su ejército. Con la victoria soviética en Stalingrado se hicieron más probables las perspectivas de recuperación de las pérdidas de guerra anteriores.

## Organización de 1943
|                                                                        |                                                                        |                                                                        |                                                                        |                                                                        |                                                                        |  |  | Comisario del Pueblo de Seguridad del Estado y sus adjuntos Vsévolod Merkúlov |                                                        |                                                        |                                                        |                                                        |                                                        |  |  |                                                           |                                                           |                                                           |                                                           |                                                           |                                                           |
|                                                                        |                                                                        |                                                                        |                                                                        |                                                                        |                                                                        |  |  |                                                                               |                                                        |                                                        |                                                        |                                                        |                                                        |  |  |                                                           |                                                           |                                                           |                                                           |                                                           |                                                           |
|                                                                        |                                                                        |                                                                        |                                                                        |                                                                        |                                                                        |  |  | Secciones del NKGB: Avram Kossoy                                              |                                                        |                                                        |                                                        |                                                        |                                                        |  |  |                                                           |                                                           |                                                           |                                                           |                                                           |                                                           |
|                                                                        |                                                                        |                                                                        |                                                                        |                                                                        |                                                                        |  |  |                                                                               |                                                        |                                                        |                                                        |                                                        |                                                        |  |  |                                                           |                                                           |                                                           |                                                           |                                                           |                                                           |
| Primer Directorio (Inteligencia extranjera – INU) Pavel Fitin          | Primer Directorio (Inteligencia extranjera – INU) Pavel Fitin          | Primer Directorio (Inteligencia extranjera – INU) Pavel Fitin          | Primer Directorio (Inteligencia extranjera – INU) Pavel Fitin          | Primer Directorio (Inteligencia extranjera – INU) Pavel Fitin          | Primer Directorio (Inteligencia extranjera – INU) Pavel Fitin          |  |  |                                                                               |                                                        |                                                        |                                                        |                                                        |                                                        |  |  | Sexto Directorio (Protección del gobierno) Nikolái Vlasik | Sexto Directorio (Protección del gobierno) Nikolái Vlasik | Sexto Directorio (Protección del gobierno) Nikolái Vlasik | Sexto Directorio (Protección del gobierno) Nikolái Vlasik | Sexto Directorio (Protección del gobierno) Nikolái Vlasik | Sexto Directorio (Protección del gobierno) Nikolái Vlasik |
| Primer Directorio (Inteligencia extranjera – INU) Pavel Fitin          | Primer Directorio (Inteligencia extranjera – INU) Pavel Fitin          | Primer Directorio (Inteligencia extranjera – INU) Pavel Fitin          | Primer Directorio (Inteligencia extranjera – INU) Pavel Fitin          | Primer Directorio (Inteligencia extranjera – INU) Pavel Fitin          | Primer Directorio (Inteligencia extranjera – INU) Pavel Fitin          |  |  |                                                                               |                                                        |                                                        |                                                        |                                                        |                                                        |  |  | Sexto Directorio (Protección del gobierno) Nikolái Vlasik | Sexto Directorio (Protección del gobierno) Nikolái Vlasik | Sexto Directorio (Protección del gobierno) Nikolái Vlasik | Sexto Directorio (Protección del gobierno) Nikolái Vlasik | Sexto Directorio (Protección del gobierno) Nikolái Vlasik | Sexto Directorio (Protección del gobierno) Nikolái Vlasik |
|                                                                        |                                                                        |                                                                        |                                                                        |                                                                        |                                                                        |  |  |                                                                               |                                                        |                                                        |                                                        |                                                        |                                                        |  |  |                                                           |                                                           |                                                           |                                                           |                                                           |                                                           |
| Segundo Directorio (Contraespionaje – KRU) Pyotr Fedotov               | Segundo Directorio (Contraespionaje – KRU) Pyotr Fedotov               | Segundo Directorio (Contraespionaje – KRU) Pyotr Fedotov               | Segundo Directorio (Contraespionaje – KRU) Pyotr Fedotov               | Segundo Directorio (Contraespionaje – KRU) Pyotr Fedotov               | Segundo Directorio (Contraespionaje – KRU) Pyotr Fedotov               |  |  |                                                                               |                                                        |                                                        |                                                        |                                                        |                                                        |  |  | Directorio del Comandante del Kremlin Nikolái Spyrydonov  | Directorio del Comandante del Kremlin Nikolái Spyrydonov  | Directorio del Comandante del Kremlin Nikolái Spyrydonov  | Directorio del Comandante del Kremlin Nikolái Spyrydonov  | Directorio del Comandante del Kremlin Nikolái Spyrydonov  | Directorio del Comandante del Kremlin Nikolái Spyrydonov  |
| Segundo Directorio (Contraespionaje – KRU) Pyotr Fedotov               | Segundo Directorio (Contraespionaje – KRU) Pyotr Fedotov               | Segundo Directorio (Contraespionaje – KRU) Pyotr Fedotov               | Segundo Directorio (Contraespionaje – KRU) Pyotr Fedotov               | Segundo Directorio (Contraespionaje – KRU) Pyotr Fedotov               | Segundo Directorio (Contraespionaje – KRU) Pyotr Fedotov               |  |  |                                                                               |                                                        |                                                        |                                                        |                                                        |                                                        |  |  | Directorio del Comandante del Kremlin Nikolái Spyrydonov  | Directorio del Comandante del Kremlin Nikolái Spyrydonov  | Directorio del Comandante del Kremlin Nikolái Spyrydonov  | Directorio del Comandante del Kremlin Nikolái Spyrydonov  | Directorio del Comandante del Kremlin Nikolái Spyrydonov  | Directorio del Comandante del Kremlin Nikolái Spyrydonov  |
|                                                                        |                                                                        |                                                                        |                                                                        |                                                                        |                                                                        |  |  |                                                                               |                                                        |                                                        |                                                        |                                                        |                                                        |  |  |                                                           |                                                           |                                                           |                                                           |                                                           |                                                           |
| Tercer Directorio (Transporte) Solomon Milshtein                       | Tercer Directorio (Transporte) Solomon Milshtein                       | Tercer Directorio (Transporte) Solomon Milshtein                       | Tercer Directorio (Transporte) Solomon Milshtein                       | Tercer Directorio (Transporte) Solomon Milshtein                       | Tercer Directorio (Transporte) Solomon Milshtein                       |  |  |                                                                               |                                                        |                                                        |                                                        |                                                        |                                                        |  |  | Servicio de Investigaciones Lev Vlodymyrsky               | Servicio de Investigaciones Lev Vlodymyrsky               | Servicio de Investigaciones Lev Vlodymyrsky               | Servicio de Investigaciones Lev Vlodymyrsky               | Servicio de Investigaciones Lev Vlodymyrsky               | Servicio de Investigaciones Lev Vlodymyrsky               |
| Tercer Directorio (Transporte) Solomon Milshtein                       | Tercer Directorio (Transporte) Solomon Milshtein                       | Tercer Directorio (Transporte) Solomon Milshtein                       | Tercer Directorio (Transporte) Solomon Milshtein                       | Tercer Directorio (Transporte) Solomon Milshtein                       | Tercer Directorio (Transporte) Solomon Milshtein                       |  |  |                                                                               |                                                        |                                                        |                                                        |                                                        |                                                        |  |  | Servicio de Investigaciones Lev Vlodymyrsky               | Servicio de Investigaciones Lev Vlodymyrsky               | Servicio de Investigaciones Lev Vlodymyrsky               | Servicio de Investigaciones Lev Vlodymyrsky               | Servicio de Investigaciones Lev Vlodymyrsky               | Servicio de Investigaciones Lev Vlodymyrsky               |
|                                                                        |                                                                        |                                                                        |                                                                        |                                                                        |                                                                        |  |  |                                                                               |                                                        |                                                        |                                                        |                                                        |                                                        |  |  |                                                           |                                                           |                                                           |                                                           |                                                           |                                                           |
| Cuarto Directorio (Sabotaje tras las líneas enemigas) Pavel Sudoplatov | Cuarto Directorio (Sabotaje tras las líneas enemigas) Pavel Sudoplatov | Cuarto Directorio (Sabotaje tras las líneas enemigas) Pavel Sudoplatov | Cuarto Directorio (Sabotaje tras las líneas enemigas) Pavel Sudoplatov | Cuarto Directorio (Sabotaje tras las líneas enemigas) Pavel Sudoplatov | Cuarto Directorio (Sabotaje tras las líneas enemigas) Pavel Sudoplatov |  |  |                                                                               |                                                        |                                                        |                                                        |                                                        |                                                        |  |  | Departamento de Administración Economía y finanzas(AChFO) | Departamento de Administración Economía y finanzas(AChFO) | Departamento de Administración Economía y finanzas(AChFO) | Departamento de Administración Economía y finanzas(AChFO) | Departamento de Administración Economía y finanzas(AChFO) | Departamento de Administración Economía y finanzas(AChFO) |
| Cuarto Directorio (Sabotaje tras las líneas enemigas) Pavel Sudoplatov | Cuarto Directorio (Sabotaje tras las líneas enemigas) Pavel Sudoplatov | Cuarto Directorio (Sabotaje tras las líneas enemigas) Pavel Sudoplatov | Cuarto Directorio (Sabotaje tras las líneas enemigas) Pavel Sudoplatov | Cuarto Directorio (Sabotaje tras las líneas enemigas) Pavel Sudoplatov | Cuarto Directorio (Sabotaje tras las líneas enemigas) Pavel Sudoplatov |  |  |                                                                               |                                                        |                                                        |                                                        |                                                        |                                                        |  |  | Departamento de Administración Economía y finanzas(AChFO) | Departamento de Administración Economía y finanzas(AChFO) | Departamento de Administración Economía y finanzas(AChFO) | Departamento de Administración Economía y finanzas(AChFO) | Departamento de Administración Economía y finanzas(AChFO) | Departamento de Administración Economía y finanzas(AChFO) |
|                                                                        |                                                                        |                                                                        |                                                                        |                                                                        |                                                                        |  |  |                                                                               |                                                        |                                                        |                                                        |                                                        |                                                        |  |  |                                                           |                                                           |                                                           |                                                           |                                                           |                                                           |
| Quinto Departamento (Códificación y cifrados) Iván Shevyelev           | Quinto Departamento (Códificación y cifrados) Iván Shevyelev           | Quinto Departamento (Códificación y cifrados) Iván Shevyelev           | Quinto Departamento (Códificación y cifrados) Iván Shevyelev           | Quinto Departamento (Códificación y cifrados) Iván Shevyelev           | Quinto Departamento (Códificación y cifrados) Iván Shevyelev           |  |  |                                                                               |                                                        |                                                        |                                                        |                                                        |                                                        |  |  | Departamento de Personal                                  | Departamento de Personal                                  | Departamento de Personal                                  | Departamento de Personal                                  | Departamento de Personal                                  | Departamento de Personal                                  |
| Quinto Departamento (Códificación y cifrados) Iván Shevyelev           | Quinto Departamento (Códificación y cifrados) Iván Shevyelev           | Quinto Departamento (Códificación y cifrados) Iván Shevyelev           | Quinto Departamento (Códificación y cifrados) Iván Shevyelev           | Quinto Departamento (Códificación y cifrados) Iván Shevyelev           | Quinto Departamento (Códificación y cifrados) Iván Shevyelev           |  |  |                                                                               |                                                        |                                                        |                                                        |                                                        |                                                        |  |  | Departamento de Personal                                  | Departamento de Personal                                  | Departamento de Personal                                  | Departamento de Personal                                  | Departamento de Personal                                  | Departamento de Personal                                  |
|                                                                        |                                                                        |                                                                        |                                                                        |                                                                        |                                                                        |  |  |                                                                               |                                                        |                                                        |                                                        |                                                        |                                                        |  |  |                                                           |                                                           |                                                           |                                                           |                                                           |                                                           |
|                                                                        |                                                                        |                                                                        |                                                                        |                                                                        |                                                                        |  |  |                                                                               |                                                        |                                                        |                                                        |                                                        |                                                        |  |  |                                                           |                                                           |                                                           |                                                           |                                                           |                                                           |
|                                                                        |                                                                        |                                                                        |                                                                        |                                                                        |                                                                        |  |  |                                                                               |                                                        |                                                        |                                                        |                                                        |                                                        |  |  |                                                           |                                                           |                                                           |                                                           |                                                           |                                                           |
| Departamento A (Estadísticas y archivo) Arkadi Gercovsky               | Departamento A (Estadísticas y archivo) Arkadi Gercovsky               | Departamento A (Estadísticas y archivo) Arkadi Gercovsky               | Departamento A (Estadísticas y archivo) Arkadi Gercovsky               | Departamento A (Estadísticas y archivo) Arkadi Gercovsky               | Departamento A (Estadísticas y archivo) Arkadi Gercovsky               |  |  | Departamento B (Técnico y operacional) Evgeni Lapishin                        | Departamento B (Técnico y operacional) Evgeni Lapishin | Departamento B (Técnico y operacional) Evgeni Lapishin | Departamento B (Técnico y operacional) Evgeni Lapishin | Departamento B (Técnico y operacional) Evgeni Lapishin | Departamento B (Técnico y operacional) Evgeni Lapishin |  |  | Departamento W (Censura)                                  | Departamento W (Censura)                                  | Departamento W (Censura)                                  | Departamento W (Censura)                                  | Departamento W (Censura)                                  | Departamento W (Censura)                                  |

## De comisariados a ministerios
En 1946, se produjeron otros cambios. Los Comisariados del Pueblo existentes pasaron a llamarse 'ministerios'. El Comisariado del Pueblo para Asuntos Internos (o NKVD) pasó a llamarse Ministerio de Asuntos Internos (Ministerstvo Vnutrennikh Del) o MVD, y el Comisariado del Pueblo para la Seguridad del Estado pasó a llamarse Ministerio de Seguridad del Estado (Ministerstvo Gosudarstvennoi Bezopasnosti) o MGB.

## Comisarios
| N.º | Comisario | Comisario                     | Partido | Partido           | Periodo                                  | Gabinete |
| --- | --------- | ----------------------------- | ------- | ----------------- | ---------------------------------------- | -------- |
| 1   |           | Vsévolod Merkúlov (1895–1953) |         | Partido Comunista | 3 de febrero de 1941-20 de julio de 1943 | Stalin I |